# Oxana Jazkaja
Oxana Alexandrowna Jazkaja (russisch Оксана Александровна Яцкая; * 22. September 1978 in Ürschar, Kasachische SSR) ist eine ehemalige kasachische Skilangläuferin.

## Werdegang
Jazkaja startete im Dezember 1995 in Davos erstmals im Skilanglauf-Weltcup und belegte dabei den 76. Platz über 5 km Freistil. Bei den Winter-Asienspielen 1996 in Harbin gewann sie die Silbermedaille mit der Staffel und die Goldmedaille über 5 km klassisch. Ihre ersten Weltcuppunkte holte sie bei den nordischen Skiweltmeisterschaften 1997 in Trondheim mit dem 21. Platz über 30 km klassisch. Bei der Winter-Universiade 2003 in Tarvisio gewann sie die Bronzemedaille mit der Staffel und die Silbermedaille über 5 km klassisch. Im Februar 2003 holte sie bei den Winter-Asienspielen in der Präfektur Aomori die Silbermedaille über 5 km klassisch und jeweils die Goldmedaille mit der Staffel und über 10 km Freistil. In der Saison 2003/04 kam sie im Weltcupeinzel 13-mal in die Punkteränge. Dabei erreichte sie mit dem neunten Platz über 10 km klassisch in Umeå ihre erste Top-Zehn-Platzierung im Weltcupeinzel. Zum Saisonende errang sie damit den 30. Platz im Gesamtweltcup und erreichte damit ihre beste Platzierung im Gesamtweltcup. In der Saison 2004/05 belegte sie mit acht Ergebnissen in den Punkterängen den 38. Platz im Gesamtweltcup und in der Saison 2005/06 ebenfalls mit acht Ergebnissen in den Punkterängen den 39. Platz im Gesamtweltcup. Bei der Winter-Universiade 2005 in Seefeld in Tirol holte sie Goldmedaille mit der Staffel. Die Tour de Ski 2006/07 beendete sie auf dem 30. Platz. Bei den Winter-Asienspielen 2007 in Changchun gewann sie über 5 km klassisch und mit der Staffel jeweils die Goldmedaille. Zudem wurde sie Fünfte im Sprint. Nachdem sie in der Saison 2007/08 wegen einer Schwangerschaft pausierte, errang sie in der Saison 2008/09 den 34. Platz bei der Tour de Ski 2008/09. Bei der Tour de Ski 2009/10 kam sie auf den 33. Platz und bei der Nordic Opening im November 2010 in Kuusamo auf den 55. Platz. Im Februar 2010 erreichte sie in Canmore mit dem sechsten Platz im Sprint ihre beste Platzierung im Weltcupeinzel. Bei den Winter-Asienspielen 2011 in Almaty gewann sie die Bronzemedaille im Sprint und jeweils die Goldmedaille mit der Staffel und zusammen mit Jelena Kolomina im Teamsprint. In der Saison 2011/12 belegte sie den 62. Platz bei der Nordic Opening in Kuusamo und den 46. Rang bei der Tour de Ski 2011/12. Im November 2011 holte sie in Düsseldorf mit dem 27. Platz im Sprint ihre letzten Weltcuppunkte. Bei der Tour de Ski 2012/13 gelang ihr der 50. Platz. Ihr letztes Weltcuprennen lief sie im Februar 2013 in Davos, welches sie auf dem 55. Platz im Sprint beendete.
Jazkaja nahm an den Olympischen Winterspielen 1998 in Nagano, 2002 in Salt Lake City, 2006 in Turin und 2010 in Vancouver teil. Ihr bestes Einzelergebnis dabei war jeweils der 15. Platz im Skiathlon in Salt Lake City und im 30-km-Massenstartrennen in Turin. Ihre besten Platzierungen bei acht Teilnahmen bei Weltmeisterschaften (1997, 2001, 2003, 2005, 2007, 2009, 2011 und 2013) waren der achte Platz im 30-km-Massenstartrennen im Februar 2005 in Oberstdorf und der vierte Rang mit der Staffel im Februar 2003 im Fleimstal.

## Teilnahmen an Weltmeisterschaften und Olympischen Winterspielen

### Olympische Spiele
- 1998 Nagano: 12. Platz Staffel, 27. Platz 5 km klassisch, 32. Platz 15 km klassisch, 39. Platz 15 km Verfolgung, 40. Platz 30 km Freistil
- 2002 Salt Lake City: 11. Platz Staffel, 15. Platz 10 km Skiathlon, 17. Platz 30 km klassisch, 24. Platz 10 km klassisch, 25. Platz 15 km Freistil Massenstart
- 2006 Turin: 9. Platz Teamsprint klassisch, 13. Platz Staffel, 15. Platz 30 km Freistil Massenstart, 41. Platz 15 km Skiathlon, 46. Platz Sprint Freistil
- 2010 Vancouver: 9. Platz Staffel, 18. Platz 30 km klassisch Massenstart, 32. Platz Sprint klassisch, 33. Platz 15 km Skiathlon, 39. Platz 10 km Freistil

### Nordische Skiweltmeisterschaften
- 1997 Trondheim: 12. Platz Staffel, 21. Platz 30 km klassisch, 36. Platz 15 km Verfolgung, 41. Platz 5 km klassisch, 48. Platz 15 km Freistil
- 2001 Lahti: 9. Platz Staffel, 27. Platz Sprint Freistil, 30. Platz 10 km Skiathlon, 45. Platz 10 km klassisch
- 2003 Val di Fiemme: 4. Platz Staffel, 11. Platz 30 km Freistil, 13. Platz 10 km klassisch, 13. Platz 15 km klassisch Massenstart, 15. Platz 2 × 5 km Skiathlon
- 2005 Oberstdorf: 7. Platz Staffel, 7. Platz Teamsprint Freistil, 8. Platz 30 km klassisch Massenstart, 12. Platz 15 km Skiathlon, 19. Platz 10 km Freistil, 19. Platz Sprint klassisch
- 2007 Sapporo: 5. Platz Teamsprint Freistil, 11. Platz Staffel, 14. Platz 10 km Freistil, 28. Platz 15 km Skiathlon, 33. Platz 30 km klassisch Massenstart, 40. Platz Sprint klassisch
- 2009 Liberec: 8. Platz Teamsprint klassisch, 10. Platz Staffel, 11. Platz 15 km Skiathlon, 16. Platz 30 km Freistil Massenstart, 23. Platz 10 km klassisch, 51. Platz Sprint Freistil
- 2011 Oslo: 11. Platz Staffel, 13. Platz Teamsprint klassisch, 29. Platz 15 km Skiathlon, 37. Platz 30 km Freistil Massenstart, 42. Platz Sprint Freistil, 49. Platz 10 km klassisch
- 2013 Val di Fiemme: 21. Platz Teamsprint Freistil, 62. Platz Sprint klassisch

## Weltcup-Gesamtplatzierungen
| Saison  | Gesamt | Gesamt | Distanz | Distanz | Sprint | Sprint |
| Saison  | Punkte | Platz  | Punkte  | Platz   | Punkte | Platz  |
| ------- | ------ | ------ | ------- | ------- | ------ | ------ |
| 1996/97 | 10     | 66.    | -       | -       | -      | -      |
| 2001/02 | 13     | 78.    | -       | -       | 2      | 70.    |
| 2002/03 | 1      | 104.   | -       | -       | -      | -      |
| 2003/04 | 158    | 30.    | 144     | 24.     | 14     | 48.    |
| 2004/05 | 108    | 38.    | 102     | 25.     | 6      | 67.    |
| 2005/06 | 147    | 39.    | 123     | 29.     | 24     | 44.    |
| 2006/07 | 83     | 47.    | 64      | 33.     | 15     | 48.    |
| 2007/08 | -      | -      | -       | -       | -      | -      |
| 2008/09 | 10     | 101.   | 10      | 72.     | -      | -      |
| 2009/10 | 90     | 61.    | 16      | 71.     | 74     | 35.    |
| 2010/11 | -      | -      | -       | -       | -      | -      |
| 2011/12 | 6      | 96.    | 2       | 81.     | 4      | 72.    |